# Morning Access ビーエス朝!
『Morning Access ビーエス朝!』（モーニングアクセス・ビーエスあさ!）はBS朝日でかつて放送されていた情報番組。2000年12月4日開始、2001年9月28日放送終了。

## 放送時間
- 【第1期】月曜 - 金曜 5:55 - 8:00 (開始 - 2001.03.30)
- 【第2期】月曜 - 金曜 6:00 - 8:00 (2001.04.02 - 終了)

## 出演者
司会
- 雪野智世（元テレビ朝日アナウンサー、現フリー）
- 小西克哉（ジャーナリスト）ほか

ニュースコーナーキャスター
- 松苗慎一郎（当時テレビ朝日ニュースキャスター、現同局スポーツ局部長でアナウンサー業も兼任）

## 番組概要
2000年12月のBSデジタル放送開始にあわせてスタート。親会社である地上波・テレビ朝日の『やじうまワイド』のBS版ともいえる番組であったが、「やじうま新聞」のような新聞紙面コーナーは設けていなかった。代わりに、松苗のニュースコーナーが『やじうま』のニュースコーナー（当時のANNニュースフレッシュ）の役割を担っていた。内容は「ファッション」、「スポーツ」、「トレンド」、「グルメ」、「金銭・金融」、「政治」、「経済」、「教育」の各ジャンルの情報を伝えるとともに、ゲストを迎えてのトークも展開。原宿・BS朝日本社「:BS（コロンブス）」内サテライトスタジオ「ガレリア」からの生放送。但し、ニュースコーナーのみ六本木アークヒルズ内にあったテレビ朝日アーク放送センター・BSニュース専用スタジオからの放送だった。